# Аустријско приморје
Аустријско приморје (њем. Österreichisches Küstenland, итал. Litorale Austriaco, словен. Avstrijsko primorje) или Küstenland (итал. Litorale, словен. Primorska), крунска земља (круновина) унутар Аустријског царства (касније Аустроугарске) од 1849. до 1918.
Аустријско приморје су сачињавале три историјске покрајине:
- Покнежена грофовија Горица и Градишка
- Маркгрофовија Истра
- Слободни град Трст

Након Првог светског рата, већи део Аустријског приморја је крајем 1918. године запосела Италија, док је мањи део припао Краљевини СХС, а то стање је озваничено Рапалским уговором (1920).